# Фешк (Марказі)
Фешк (перс. فشك) — село в Ірані, у дегестані Тальх-Аб, у бахші Хенеджін, шагрестані Фараган остану Марказі. За даними перепису 2006 року, його населення становило 1231 особу, що проживали у складі 409 сімей.

## Клімат
Середня річна температура становить 11,09°C, середня максимальна – 30,76°C, а середня мінімальна – -11,22°C. Середня річна кількість опадів – 251 мм.
| Клімат поселення                              | Клімат поселення | Клімат поселення | Клімат поселення | Клімат поселення | Клімат поселення | Клімат поселення | Клімат поселення | Клімат поселення | Клімат поселення | Клімат поселення | Клімат поселення | Клімат поселення | Клімат поселення |
| Показник                                      | Січ.             | Лют.             | Бер.             | Квіт.            | Трав.            | Черв.            | Лип.             | Серп.            | Вер.             | Жовт.            | Лист.            | Груд.            |                  |
| Середній максимум, °C                         | 5,69             | 7,33             | 12,10            | 18,10            | 23,00            | 29,05            | 30,76            | 30,01            | 25,61            | 19,37            | 12,36            | 6,91             |                  |
| Середня температура, °C                       | −2,76            | −1,12            | 3,64             | 9,62             | 14,55            | 20,60            | 24,66            | 23,93            | 19,53            | 13,28            | 6,28             | 0,82             |                  |
| Середній мінімум, °C                          | −11,22           | −9,58            | −4,82            | 1,17             | 6,09             | 12,14            | 18,59            | 17,84            | 13,44            | 7,19             | 0,20             | −5,26            |                  |
| Норма опадів, мм                              | 34               | 34               | 46               | 37               | 31               | 5                | 1                | 1                | 0                | 9                | 21               | 32               |                  |
| Середньомісячна швидкість вітру, м/с          | 1.47             | 1.94             | 2.96             | 3.15             | 2.57             | 2.38             | 2.33             | 2.27             | 2.14             | 2.08             | 1.84             | 1.42             |                  |
| Середньомісячна сонячна радіація, кДж/м²·день | 9078             | 12192            | 14699            | 18096            | 22173            | 26710            | 26025            | 23928            | 20800            | 15308            | 10898            | 8858             |                  |
| --------------------------------------------- | ---------------- | ---------------- | ---------------- | ---------------- | ---------------- | ---------------- | ---------------- | ---------------- | ---------------- | ---------------- | ---------------- | ---------------- | ---------------- |
| Джерело:                                      |                  |                  |                  |                  |                  |                  |                  |                  |                  |                  |                  |                  |                  |